# Banana Blue Java
La Banana Blue Java (conosciuta anche come Banana gelato, Banana hawaiana, Ney Mannan, Krie, o Cenizo) è una cultivar di banana originata nel sud-est asiatico ma lo stato di nascita di questa specie di banana è sconosciuto

## Caratteristiche

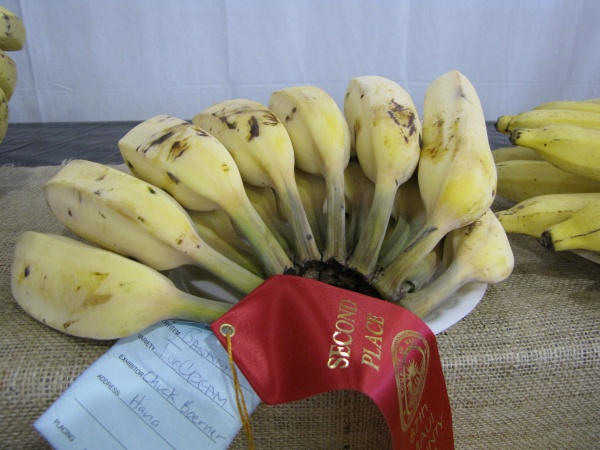
Frutto della Banana Blue Java

La cultivar è tollerante al freddo ed è conosciuta per il suo dolce frutto aromatico che ha una consistenza da gelato e un sapore simile al gelato alla vaniglia.
La particolarità di questa varietà di banana, da cui deriva anche il nome, è che presenta una buccia di colore blu quando ancora il frutto non ha raggiunto la maturazione. Questa particolare colorazione vira poi verso il classico giallo a maturazione avvenuta.